# 赤松則繁
赤松則繁（日语：／ Akamatsu Norishige，1400年—1448年9月15日、應永七年－文安五年八月八日），日本室町時代中期武將，為赤松氏惣領家第8代當主赤松滿祐之弟。

## 生平
則繁為赤松氏第7代當主赤松義則之子，與兄長滿祐關係親密，並以驍勇善戰著稱，乃赤松氏首屈一指之猛將。然則繁性格粗暴，在應永三十一年（1424年）三月十四日於細川持之宅邸舉辦賞花宴時，當場殺害其家臣安藤某。則繁此舉惹怒了第4代將軍足利義持，當即下令其切腹謝罪，惟則繁隨即逃亡，並未執行此命令。自此之後，則繁一直避匿行蹤，直至應永三十五年（1428年）一月義持去世，方才再度現身。
嘉吉元年（1441年）六月廿四日，第6代將軍足利義教造訪赤松宅邸時，則繁與侄子赤松教康一同負責接待。因教康年輕，則繁實際擔當整場接待的指揮，策劃了暗殺義教的行動（嘉吉之亂）。其後，則繁親自焚毀自邸及赤松一族諸邸，並迅速撤回播磨國。
及至其兄滿祐擁立足利直冬之孫—足利義尊為將軍之際，則繁率領約50騎迎接其入播磨。不久，山名宗全所領導的討伐軍兵臨播磨，則繁奉命把守美作口，但在八月廿六日遭到擊潰。
九月十日，赤松一族據守的城山城遭山名軍圍攻，滿祐於兵敗自盡前，命令則繁突圍逃出，以圖東山再起。則繁遂自城之西南口脫出。《建內記》嘉吉元年九月二十五日條亦記載，則繁與教康、義尊等人一同突圍逃脫。
則繁自城山城突圍後，自室津乘船逃亡，前往投靠筑前守護少貳教賴，在其援助下渡海前往李氏朝鮮。據傳，在朝鮮時期，則繁曾於一州橫行無忌，幾近形成難以制伏之勢力。
文安五年（1448年）一月，則繁自朝鮮歸國，並與少貳教賴聯手，在肥前與大內教弘交戰，但最終遭遇敗北。敗走後，則繁意圖返回播磨，然播磨此時已為山名宗全所領。無法立足的則繁，遂轉而投靠河內的畠山氏。
然而，同年（1448年）八月八日，則繁的藏身之所為幕府所知。由於其甥赤松則尚已與幕府達成協議，獲得赤松家再興與播磨守護職回復的承諾，於是與細川持常共同率兵圍攻則繁所潛伏的當麻寺。眼見大勢已去，則繁遂自盡身亡（據《東寺執行日記》記載），享年49歲。其首級後被送往京都，曝示於市。